# Сервилии
Серви́лии (лат. Servilii) — старинный и знатный древнеримский род.
Род Сервилиев происходил из Альба-Лонги; после разрушения города римским царём Туллом Гостилием члены альбанских родов Юлиев, Сервилиев, Квинтиев, Геганиев, Куриациев, Клелиев были перемещены в Рим и записаны как патриции.
Как и большинство других римских родов, Сервилии имели свой родовой символ (лат. sacra) — медную монету триенс, которая увеличивалась или уменьшалась в размерах в зависимости от увеличения или уменьшения чести рода.
Род Сервилиев, начиная с самых ранних годов существования Римской республики и до имперского периода, был знаменитым и влиятельным; представители этого рода часто встречаются в списках консулов и других магистратов (лат. Fasti consulares). Первый Сервилий, избранный консулом, — Публий Сервилий Приск Структ (в 495 году до н. э.), последний — Квинт Сервилий Силан, в 189 году.
Имел патрицианские и плебейские ветви-когномены: Агалы (лат. Ahala), Ватии(лат. Vatia) (с агноменом Исаврик — лат. Isauricus), Гемины (лат. Geminus), Каски (лат. Casca), Приски (лат. Priscus) (с агноменом Фиденат — лат. Fidenas), Руллы (лат. Rullus), Структы (лат. Structus), Цепионы (лат. Caepio). Встречаются упоминания об Аксиллах (лат. Axilla), Главциях (лат. Glaucia), Глобулах (лат. Globulus), Тукках (лат. Tuccas). На монетах встречаются упоминания о Сервилиях Агалах, Цепионах, Касках, Руллах.
Разные ветви рода использовали различные преномены; в основной ветви использовали имена Публий, Квинт, Гай, Спурий, Сервилии Цепионы — Гней и Квинт, Сервилии Гемины — Гней, Квинт, Публий, Гай, Марк. По-видимому, основатель рода носил имя Сервий, но род не использовал это имя.

## Известные представители

### Сервилии Агалы
- Гай Сервилий Структ Агала — консул в 478 году до н. э.
- Гай Сервилий Структ Агала — начальник конницы в 439 году до н. э., убийца Спурия Мелия
- Квинт Сервилий Структ Агала — отец консула 427 года до н. э.
- Гай Сервилий Структ Агала — консул в 427 года до н. э.
- Гай Сервилий (Структ) Агала (Аксилла) — военный трибун с консульской властью в 419, 418, 417 годах до н. э., начальник конницы в 418 и 389 годах до н. э.
- Гай Сервилий Структ Агала — военный трибун с консульской властью в 408, 407 и 402 годах до н. э., начальник конницы в 408 году до н. э.
- Гай Сервилий Структ Агала — начальник конницы в 389 и 385 годах до н. э.
- Квинт Сервилий Агала — отец консула 365 года до н. э.
- Квинт Сервилий Агала — консул в 365, 362 и 342 годах до н. э., диктатор в 360 году до н. э., начальник конницы в 351 году до н.

### Сервилии Ватии
- Гай Сервилий Ватия — предположительно монетарий и претор во второй половине II века до н. э.
- Публий Сервилий Ватия Исаврик — консул 79 года до н. э., цензор в 55 году до н. э.
- Сервилий Ватия (номен неизвестен) — консул-суффект в 68 году до н. э.
- Публий Сервилий Ватия Исаврик — консул 48 и 41 годов до н. э.

### Сервилии Гемины
- Публий Сервилий Гемин — консул в 252 и 248 годах до н. э.;
- Гней Сервилий Гемин — консул в 217 году до н. э.;
- Гай Сервилий Гемин — претор до 218 года до н. э., попал в плен к бойям;
- Гай Сервилий Гемин — консул 203 до н. э., начальник конницы 208 до н. э., диктатор 202 до н. э., великий понтифик в 183—180 гг. до н. э.;
- Марк Сервилий Пулекс Гемин — консул в 202 году до н. э.;
- Гай Сервилий Гемин — плебейский эдил 173 года до н. э.

### Сервилии Каски
- Гай Сервилий Каска — плебейский трибун в 212 году до н. э.;
- Публий Сервилий Каска Лонг — народный трибун 43 года до н. э., один из убийц Гая Юлия Цезаря;
- Гай Сервилий Каска — один из убийц Юлия Цезаря, брат предыдущего.

### Сервилии Приски
- Публий Сервилий Приск Структ — консул в 495 году до н. э.
- Квинт Сервилий Приск Структ — начальник конницы в 494 году до н. э.
- Спурий Сервилий Приск Структ — консул в 476 году до н. э.
- Квинт Сервилий Приск Структ — консул в 468 и 466 годах до н. э.
- Публий Сервилий Приск — консул в 463 году до н. э.
- Квинт Сервилий Приск Структ Фиденат — диктатор в 435 и 418 годах до н. э.
- Квинт Сервилий Приск Фиденат — военный трибун с консульской властью в 402, 398, 395, 390, 388 и 386 годах до н. э.
- Квинт Сервилий Приск Фиденат — военный трибун с консульской властью в 382, 378 и 369 годах до н. э.
- Спурий Сервилий Приск — цензор в 378 году до н. э.

### Сервилии Руллы
- Публий Сервилий Рулл — член коллегии монетных триумвиров около 89 до н. э. По-видимому, приходился отцом народному трибуну 63 до н. э.;
- Публий Сервилий Рулл (ум. после 63 до н. э.), плебейский трибун в 63 году до н. э., предложил аграрный закон;
- Публий Сервилий Рулл (ум. после 40 до н. э.), один из военачальников у Гая Юлия Цезаря Октавиана во время Перузинской войны.

### Сервилии Структы
- Спурий Сервилий Структ — военный трибун с консульской властью в 368 году до н. э.
- Гай Сервилий Структ — консул в 427 году до н. э.

### Сервилии Цепионы
- Гней Сервилий Цепион — консул в 253 году до н. э.
- Гней Сервилий Цепион — консул 203 года до н. э.
- Гней Сервилий Цепион — консул 169 года до н. э.
- Гней Сервилий Цепион — консул 141 года до н. э., цензор 125 года до н. э.
- Квинт Сервилий Цепион — консул 140 года до н. э.
- Квинт Сервилий Цепион — консул 106 года до н. э., участник битвы при Араузионе
- Квинт Сервилий Цепион — претор 91 года до н. э., проконсул 90 года до н. э.
- Квинт Сервилий Цепион — квестор, в 72 году до н. э. принимал участие в подавлении восстания Спартака

### Другие
- Гай Сервилий Аксилла — военный трибун с консульской властью в 419, 418, 417 гг. до н. э., начальник конницы в 418 и 389 гг.;
- Гай Сервилий Тукка — консул в 284 до н. э.;
- Марк Сервилий Пулекс Гемин — начальник конницы 203 и консул 202 гг. до н. э.;
- Гай Сервилий Главция (142/140—100 до н. э.), народный трибун 106, 104 или 101 до н. э., претор 100 до н. э. Соратник мятежного демагога Луция Аппулея Сатурнина;
- Гай Сервилий (ум. 73/71 до н. э[5].), опытный откупщик-публикан на Сицилии, ставший одной из жертв своеволия Гая Верреса в провинции[6][7];
- Публий Сервилий, сын Публия, Глобул (ум. после 63 до н. э.), плебейский трибун 67 года до н. э., занимавший не позднее 64 года до н. э. претуру, а в 63 году являлся наместником Азии;
- Марк Сервилий — претор не позднее 87 года до н. э.;
- Марк Сервилий (ум. ок. 46 до н. э.), предполагаемый квестор 56 года до н. э. и легат Гая Клавдия Пульхра в Азии, сын предыдущего;
- Гай Сервилий, сын Гая (возможно, носил когномен «Брокх»; ум. после 49 до н. э[8].), монетарий, по разным версиям, в 63[8] или 57[9] году до н. э., брат народного трибуна 43 года до н. э. По мнению некоторых исследователей[10], мог служить военным трибуном в Азии в 49 году до н. э[11][12][13].;
- Секст Сервилий (ум. после 44 до н. э[14].), общий знакомый Цицерона и Публия Ватиния, пленённый последним в Иллирике[15][16];
- Марк Сервилий, сын Гая (ум. после 43 до н. э.), народный трибун 43 года до н. э[17][18]., легат Гая Кассия Лонгина в 43—42 гг. до н. э. Возможно, как Сервилий, сын Гая, упомянут в одном документе, датированном 39 годом до н. э.;
- Марк Сервилий (возможно, носил когномен «Нониан»; ум. после 20), ординарный консул 3 года, приёмный сын предыдущего;
- Марк Сервилий Нониан (ум. 59), консул Империи 35 года, видный историк. Родной сын предыдущего;
- Марк Сервилий Силан — консул-суффект в 152 и консул в 188 гг.;
- Марк Сервилий Фабиан Максим — консул-суффект 158 г.;
- Квинт Сервилий Пудент — консул в 166 году;
- Квинт Сервилий Силан — консул 189 г.

## Женщины
- Сервилия Цепиона
- Сервилия Цепиона Младшая